# Бобаль (виноград)

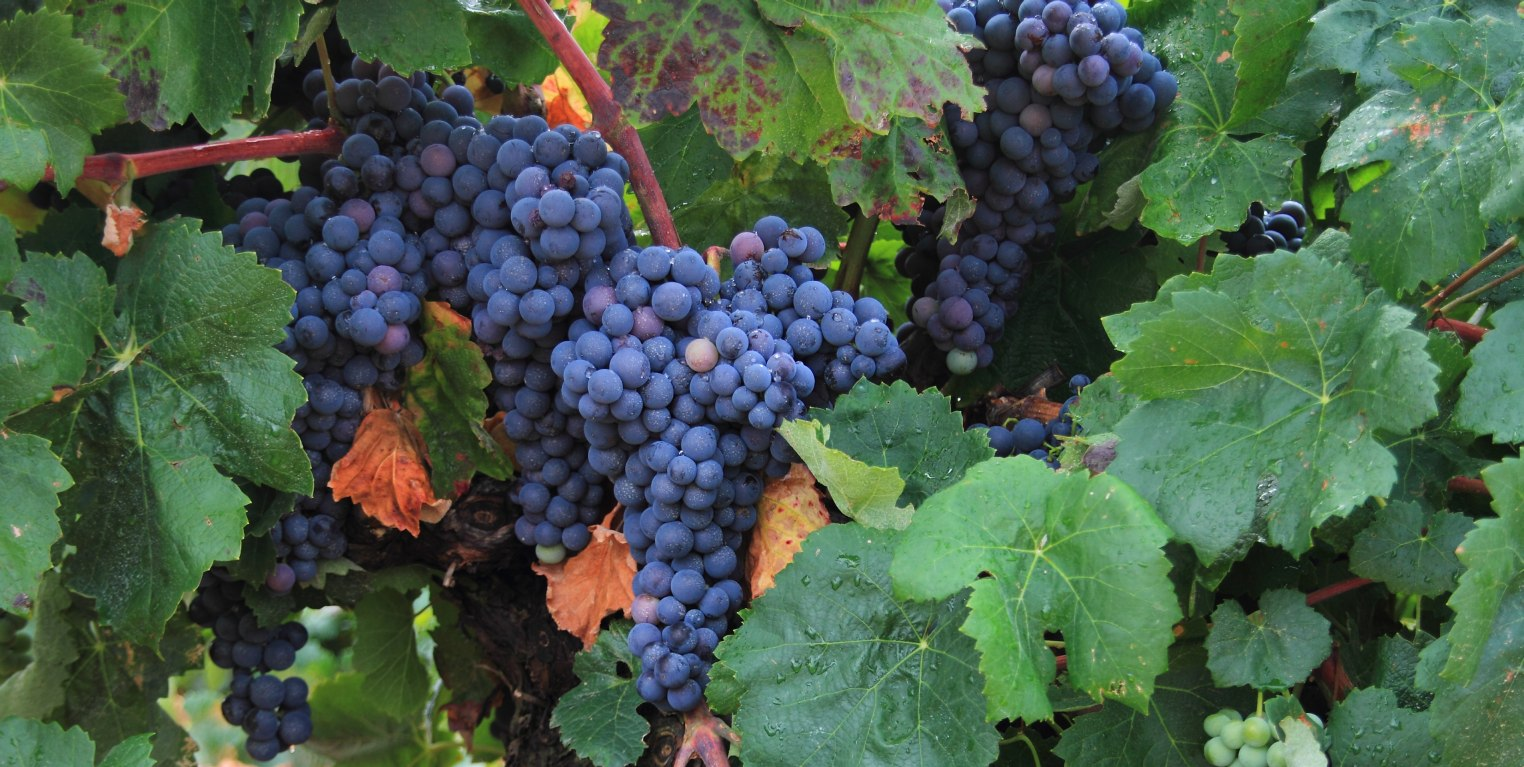
Бобаль

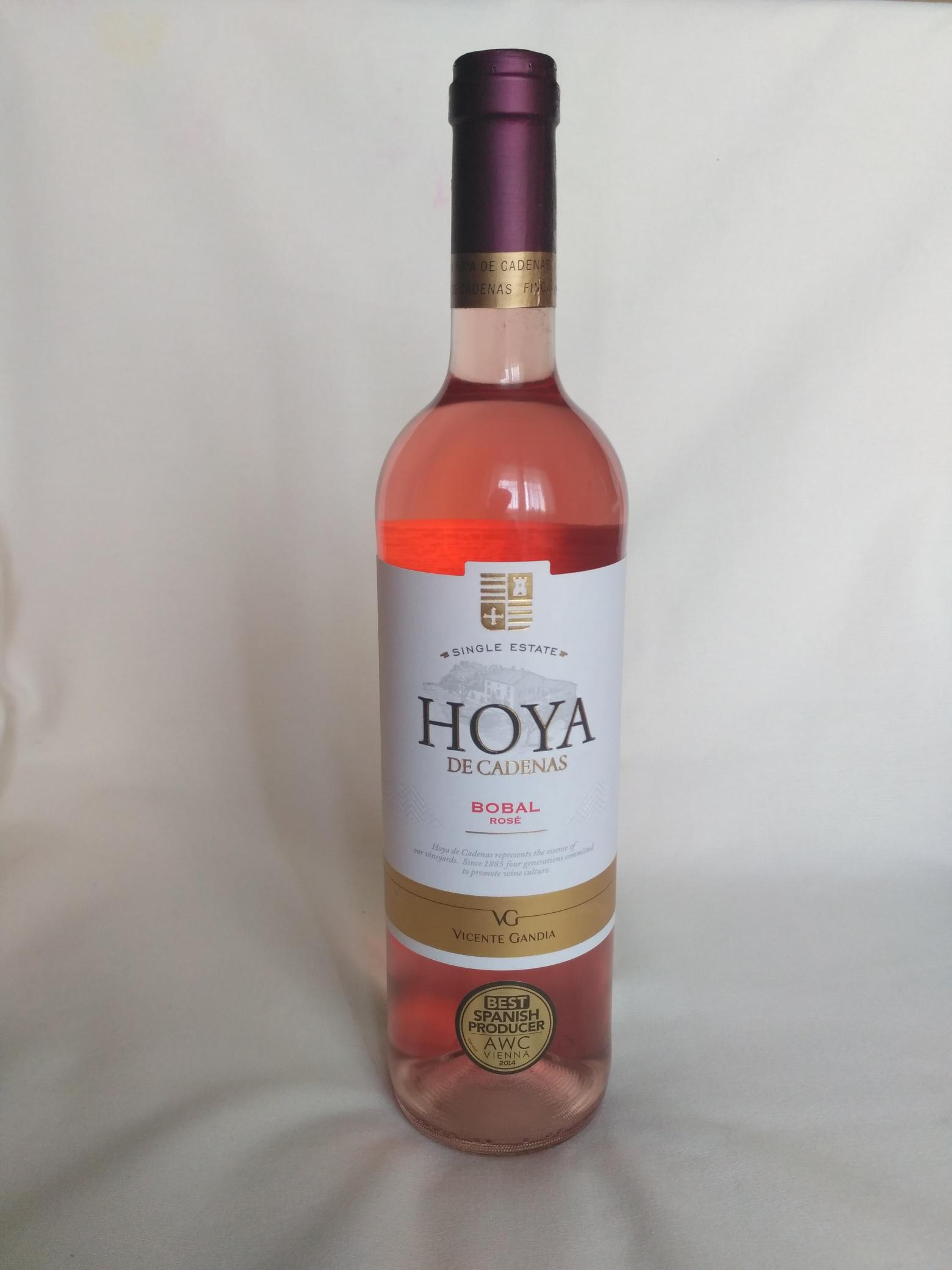
Пляшка рожевого вина з винограду Бобаль

Бобаль (ісп. Bobal) — технічний сорт червоного винограду іспанського походження. Його назва походить від латинського слова лат. bovale — бик, оскільки грона винограду мають схожість з бичачої головою.

## Історія
Бобаль походить з регіону Утьєль-Реквена, перша письмова згадка про нього датована 15 сторіччям.

## Розповсюдження
Бобаль культивується в Іспанії, особливо у регіонах Валенсія, Куенка та Альбасете. Також вирощують в невеликих кількостях у Франції в регіоні Лангедок-Руссільон та в Італії на острові Сардинія.

## Характеристики сорту
Пізньостиглий сорт, визріває в кінці вересня-початку жовтня, врожайність висока. Листя велике, розсічене, п'ятилопатеве. На нижньому боці листа є густе опушення. Квітки двостатеві. Гроно середнє або велике, конічне, щільне. Ягода середня або велика, округла або сплюснута, часто неправильної форми через щільність грона, чорна. М'якоть м'ясиста, шкірка товста, інтенсивно забарвлена. Сила росту кущів велика. Визрівання пагонів гарне. Сорт мало сприйнятливий до мільдью і оїдіуму, стійкий до сірої гнилі. Стійкий до посушливого клімату.

## Характеристики вина
Бобаль використовують для виробництва червоних, рожевих сухих та ігристих вин. Він дає інтенсивно забарвлені червоні вина, не дуже міцні, з нотами шоколаду та сушених ягід, з відмінною здатністю до витримки. Сорт використовують також в купажах (з Мурведр, Каберне Совіньйон) для додання кольору та гарної кислотності.